# Kievs slaviska universitet
Kievs slaviska universitet (ukrainska: Київський славістичний університет) är en privat högre utbildningsinstitution i Ukraina på IV ackrediteringsnivå, grundad 1993 under vetenskapsakademin som Kiev Institute "Slavic University".

## Historia
Den 9 november 1993 hölls det konstituerande mötet för de grundande medlemmarna i den icke-statliga organisationen Kievs slaviska universitet i lokalerna för presidiet för Ukrainas nationella vetenskapsakademi. De kollektiva medlemmarna i organisationen var: Ukrainas nationella vetenskapsakademi, Drahomanov Ukrainas statliga pedagogiska universitet, Ukrainas börs, ungdomskommittén vid statsförvaltningen i Kiev, huvudavdelningen för geodesi, kartografi och kadaster vid Ukrainas ministerkabinett, Ukrainas fackliga federation, Moskvaavdelningen av Ukrainas Prominvestbank, de topografiska och geologiska undersökningshögskolorna i Kiev, forsknings- och produktionsföretaget "TEP" och många andra offentliga och kommersiella organisationer. 
Den 25 november 1993 utfärdade justitiedepartementet i Kiev en lag om statlig registrering av Kievs slaviska universitet (datumet för dess officiella grundande). 
Syftet med universitetet var att utbilda högt kvalificerade specialister inom ett brett spektrum av områden och specialiteter och att bedriva forskning om slaviska studier.
30 december 1993. Kievs slaviska universitet invigdes i Kiev. Universitetet invigdes av arkimandrit Seraphim. Den första föreläsningen för studenterna vid den förberedande universitetsutbildningen och gymnasieeleverna vid Kyivs skolor hölls av Slovakiens extraordinarie och befullmäktigade ambassadör i Ukraina Robert Harenchar.

### Institutioner
- Institutet för slaviska studier och internationella relationer
- Institutet för ekonomi och förvaltning
- Interregionala humanitära institutet
- Institutet för social ekonomi och kommunal förvaltning
- Transkarpatiska avdelningen
- Avdelningen i Tjernihiv
- NCC för Krim
- Sydslaviska institutet i Mykolaiv
- Rivne-institutet för slaviska studier